# Johannes Eccard
Johannes Eccard (Mulhausen, Turíngia, 1553 - Königsberg, Brandenburg, 1611) fou un compositor i mestre de capella alemany.
Fou deixeble de Joaquim von Burgk amb el qual col·laborà, i més tard, d'Orlando di Lasso, a Múnic; va recórrer Itàlia i entrà al servei de Jakob Fugger de la famosa família Fugger a Augsburg el 1578, i després, al del duc de Prússia, a Königsberg el 1583, i va restar agregat més tard i successivament al mestre de capella Riccio, des d'on passà a Berlín el 1608 cridat per l'elector de Brandenburg.
Fou un dels primers compositors de música religiosa d'Alemanya, i en tal concepte gaudeix encara avui al segle xxi d'una envejable reputació. Entre les seves obres destaquen: Geistliche Lieder, dos llibres de cants religiosos a 5 veus (Königsberg, 1507); Preussische Tatlieder, cants a 5, 6, 7 i 8 veus (Königsberg, 1558), reimpresos per Stohaeus (Danzing, 1634-1644) i per Teschner (Leipzig, 1858-1860).
Fou el primer compositor que en les seves obres donà al coral luterà els caràcters de l'art gran, que ha conservat.
L'església reformada conserva molts cants d'aquesta autor, als que el seu caràcter de poesia popular presta un gran encant. D'aquests cal citar: XX Cantiones sacres Helmboldi (Mulhausen, 1574), Neue Deutsche Lieder mit vier und fúnf Stimmen ganz lieblich zu zingen (Mulhausen, 1578), Crepundia sancti Helmboldi (Mulhausen, 1596; Erfurt, 1608).
A mitjan segle xix, Carl Riedel (1827-1888) li publicà les seves Preussische Festlieder.